# Falling in Love Again
Falling in Love Again je čtvrté sólové studiové album amerického multiinstrumentalisty Davida Gatese, dřívějšího člena soft rockové hudební skupiny Bread, vydané v roce 1979.

## Seznam skladeb
Všechny skladby napsal David Gates.
1. "Can I Call You" – (3:44)
2. "Where Does the Lovin' Go" – (3:04)
3. "20th Century Man" – (2:41)
4. "She Was So Young" – (2:40)
5. "Silky" – (3:37)
6. "Falling in Love Again" – (2:18)
7. "Starship Ride" – (2:50)
8. "Chingo" – (3:05)
9. "Sweet Desire" – (2:58)
10. "Rainbow Song" – (3:33)